# Phaeogenes maculicoxa
Phaeogenes maculicoxa là một loài tò vò trong họ Ichneumonidae.